# 格蘭德格爾夫 (密西西比州)
格蘭德格爾夫（英語：Grand Gulf）是位於美國密西西比州克萊本縣的鬼鎮。

## 歷史
格蘭德格爾夫的郵局於1829年設立，其後於1932年停運。

## 地理
格蘭德格爾夫所處的海拔為高於海平面29米（即95英呎），而該地所採用的時區為UTC-6，即北美中部時區（CST）。同時該地設有夏令時間，為UTC-6調快一小時，即UTC-5（CDT）。